# التجربة الدنماركية (فلم)
التجربة الدانماركية فيلم مصري من إنتاج عام 2003، بطولة عادل إمام ونيكول سابا.
تتشابه بعض أحداث الفيلم مع الفيلم الأمريكي (The Marriage-Go-Round) المُنتج عام 1961، حيث تقوم فتاة قادمة من السويد بإغواء أستاذ جامعي متزوج.

## قصة الفيلم
تدور الأحداث حول فيلم كوميدي يروي قصة فتاة دنماركية جميلة جدًا ومتحررة تنزل ضيفة على قدري وزير الشباب والرياضة وأولاده الشباب الأربعة ويتنافسون على نيل إعجاب الضيفة، إلا أن قدري يكسب ودها وتتبدل حياة العائلة.

## الممثلين
- عادل إمام : (قدري المنياوي وزير الشباب والرياضة)
- نيكول سابا : (أنيتا هنري جوتنبرج الدنماركية)
- مجدي كامل : (محمود الأبن الأكبر لقدري وكان صحفيا يهاجم أبيه الوزير)
- خالد سرحان : (عبد الرحمن ابن ثاني لقدري)
- تامر هجرس : (إبراهيم ابن ثالث لقدري وبطل ملاكمة)
- أحمد التهامي : (حسين الابن الأصغر)
- سامي سرحان : (خدام فيلا الوزير)
- أحمد راتب : (شكري السيد مدير مكتب وسكرتير قدري)
- محمد الدفراوي : (رئيس الوزراء)
- غريب محمود : (صديق لقدري)
- طلعت زكريا : (ضابط شرطة)
- سعيد طرابيك : (صديق قديم لقدري المنياوي)
- خالد شبل : (بهاء)
- هبة عبد الحكيم : (ضيف شرف العروسة الخبرة)
- سيد صادق : (زوج والدة العروس الخبرة)
- رجاء الجداوي : (ضيفة شرف)
- أحمد حلمي : (ضيف شرف بشخصيته الحقيقية)
- منى زكي : (ضيفة شرف بشخصيتها الحقيقية)
- مصطفى هريدي : (ضيف شرف كدليفري بيتزا)
- يوسف عيد : (ضيف شرف بالمطار)
- حسن عبد الفتاح : (ضيف شرف بالمكتبة)
- حسين مملوك : (بطل برنامج (إديني عقلك))
- منير مكرم : (بطل برنامج (إديني عقلك))

## فريق العمل
- إخراج: علي إدريس
- إنتاج: عصام إمام
- توزيع: الشركة العربية للإنتاج والتوزيع السينمائي
- تأليف: يوسف معاطي
- مونتاج: منى ربيع
- موسيقى تصويرية: خالد حماد
- مدير التصوير: أحمد عبد العزيز

## وصلات خارجية
- التجربة الدنماركية على موقع IMDb (الإنجليزية)
- التجربة الدنماركية على موقع الدهليز
- التجربة الدنماركية على موقع قاعدة بيانات الأفلام العربية
- التجربة الدنماركية على موقع قاعدة بيانات الفيلم (الإنجليزية)
- التجربة الدنماركية على موقع ليتربوكسد (الإنجليزية)
- التجربة الدنماركية على موقع كينوبويسك (الروسية)